# Megalonychidae
De Megalonychidae zijn een uitgestorven zoogdierfamilie behorend tot de orde Pilosa. De familie omvat onder andere het geslacht Megalonyx.
De nog levende tweevingerige luiaards, werden tot 2019 tot deze familie gerekend, maar uit DNA-onderzoek bleken ze niet nauw verwant aan de soorten in deze familie. Hierom behoren deze nu tot hun eigen familie: Choloepodidae. Hierdoor omvat de familie Megalonychidae alleen nog uitgestorven soorten.

## Indeling
- Familie Megalonychidae
  - Deseadognathus † Carlini & Scillato-Yané, 2004
  - Zacatzontli † McDonald & Carranza-Castañeda, 2017
  - Urumacocnus † Rincón, Solórzano, McDonald & Montellano-Ballesteros, 2018
  - Pattersonocnus † Rincón, Solórzano, McDonald & Montellano-Ballesteros, 2018
  - Ahytherium † Cartelle, De Iuliis & Pujos, 2008
  - Australonyx † De Iuliis, Pujos & Cartelle, 2009
  - Megistonyx † McDonald, Rincón & Gaudin, 2013
  - Nohochichak † McDonald & Chatters & Gaudin, 2017
  - Xibalbaonyx † Stinnesbeck, Frey, Olguín, Stinnesbeck, Zell, Mallison, González, Núñez, Morlet, Mata, Sanvicente, Hering & Sandoval, 2017
  - Onderfamilie Ortotheriinae † Ameghino, 1889
    - Proschismotherium † Ameghino, 1902
    - Eucholoeps † Ameghino, 1887
    - Pseudortotherium † Scillato-Yané, 1981
    - Megalonychotherium † Scott, 1904
    - Proschismotherium † Ameghino, 1902
    - Mesopotamocnus † Brandoni, 2014
    - Ortotherium † Ameghino, 1885
    - Pliomorphus † Ameghino, 1885
    - Amphiocnus † Kraglievich, 1922
    - Paranabradys † Scillato-Yané, 1980
    - Torcellia † Kraglievich, 1923
    - Diodomus † Ameghino, 1885

  - Onderfamilie Megalonychinae †
    - Pliometanastes † Hirschfeld & Webb, 1968
    - Sinclairia † Ameghino, 1912
    - Megalonychops † Kraglievich, 1926
    - Meizonyx † Webb, 1985
    - Protomegalonyx † Kraglievich, 1925
    - Megalonyx † Harlan, 1825